# Otto Bauer (jurist)
Otto Bauer, född 1 april 1888 i Ravensburg, död 9 februari 1944 i Lemberg, var en tysk jurist och politiker. Under andra världskriget beklädde han flera höga ämbeten i Generalguvernementet, det polska territorium som lades under ockupation 1939.

## Biografi
Bauer avlade abitur vid Humanistiska gymnasiet i Saargemünd 1906. Han läste två terminer ingenjörsvetenskap, men bytte inriktning och studerade rättsvetenskap vid Strassburgs universitet. Han avlade i juli 1911 den första statsexamen och var därefter verksam inom rätts- och förvaltningsväsendet i Elsass. Från 1914 till 1918 deltog Bauer i första världskriget. I mars 1920 avlade han den andra statsexamen och tjänstgjorde efter denna som domare.
Den 30 januari 1933 utnämndes Adolf Hitler till Tysklands rikskansler och i början av maj samma år blev Bauer medlem i Nationalsocialistiska tyska arbetarpartiet (NSDAP). Han var även medlem i frikåren Stahlhelm, och blev medlem i Sturmabteilung (SA) 1934, då Stahlhelm införlivades i SA. Under andra hälften av 1930-talet var Bauer verksam vid Landgericht Duisburg.

### Andra världskriget
Den 1 september 1939 anföll Tyskland sin östra granne Polen och andra världskriget utbröt. I slutet av oktober inrättades Generalguvernementet, det polska territorium som lades under tysk ockupation. 
Distriktet Krakau
I februari 1940 utsågs Bauer till ordförande för Tyska högsta domstolen i Kraków. Från januari till februari 1941 var Bauer verkställande Kreishauptmann, högste ämbetsman inom civilförvaltningen, i Jasło. Efter detta förordnande tjänstgjorde han inom Krakau-distriktets inre förvaltning.
Distriktet Galizien
Den 22 juni 1941 anföll Tyskland den tidigare bundsförvanten Sovjetunionen och inledde därmed Operation Barbarossa. I augusti samma år grundades Generalguvernementets femte distrikt – Galizien. Samma månad anförtroddes Bauer med ledningen för distriktets inre förvaltning och var samtidigt Kreishauptmann i Lemberg-Land. Bland Bauers uppgifter var att samordna deportationerna av judar till förintelselägret Bełżec. I mars 1942 befallde han att distriktets samtliga judar skulle inhysas i närheten av tåglinjer för att underlätta kommande deportation.
Den 6 augusti 1942 deltog Bauer i ett hemlig konferens för att diskutera strategierna för den slutgiltiga lösningen i Galizien. De övriga fyra deltagarna var stabschefen Ludwig Losacker, SS-generalen Fritz Katzmann, chefen för jordbruksekonomiska avdelningen Hanns Gerais samt signatären Hans-Georg Neumann.
I januari 1943 blev Bauer verkställande stabschef i Galizien och efterträdde Losacker.

### Död
Vid en partisanattack i Lemberg den 9 februari 1944 sköts Otto Bauer och hans kanslichef Heinrich Schneider ihjäl.

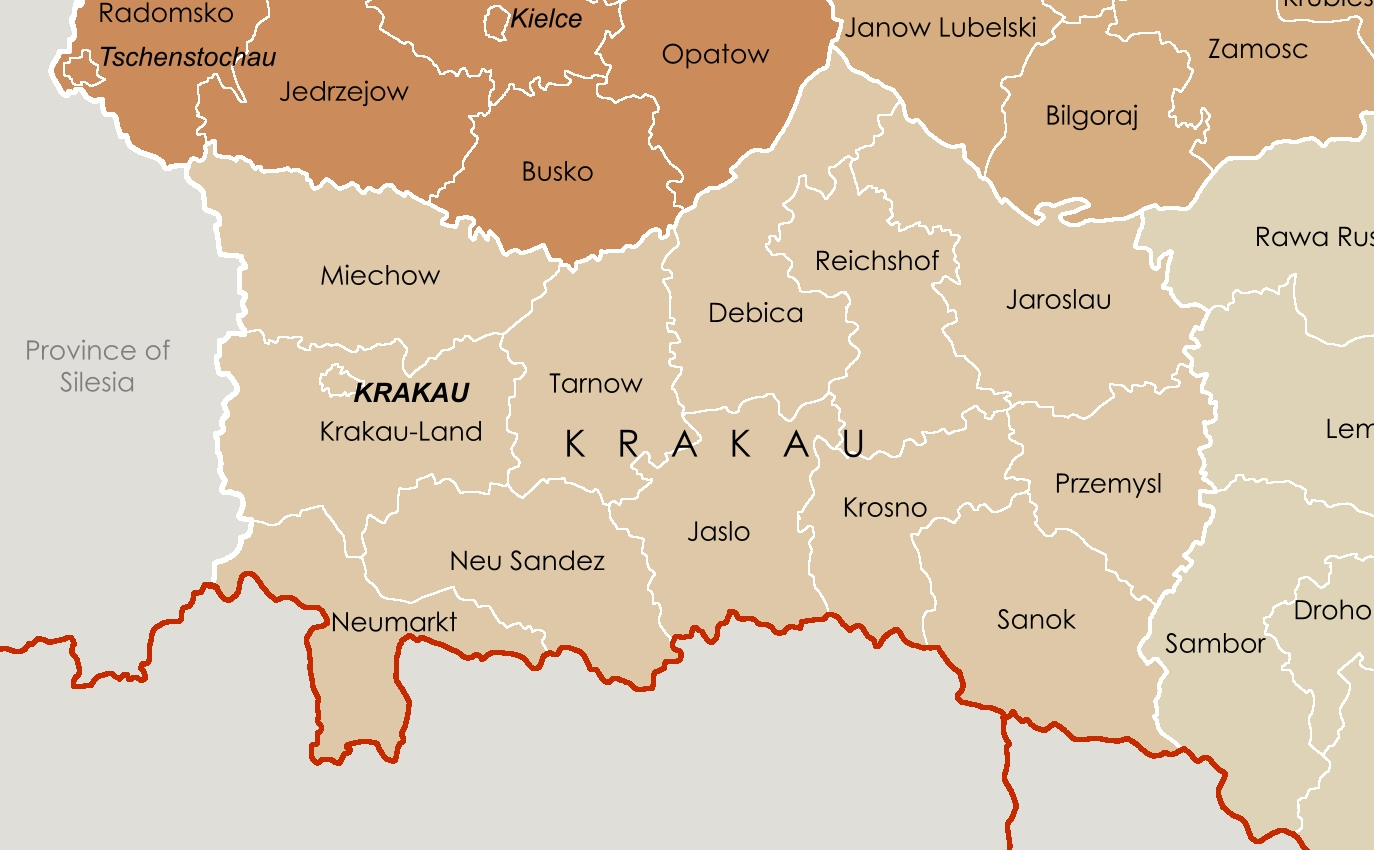
Administrativ karta över distriktet Krakau år 1941
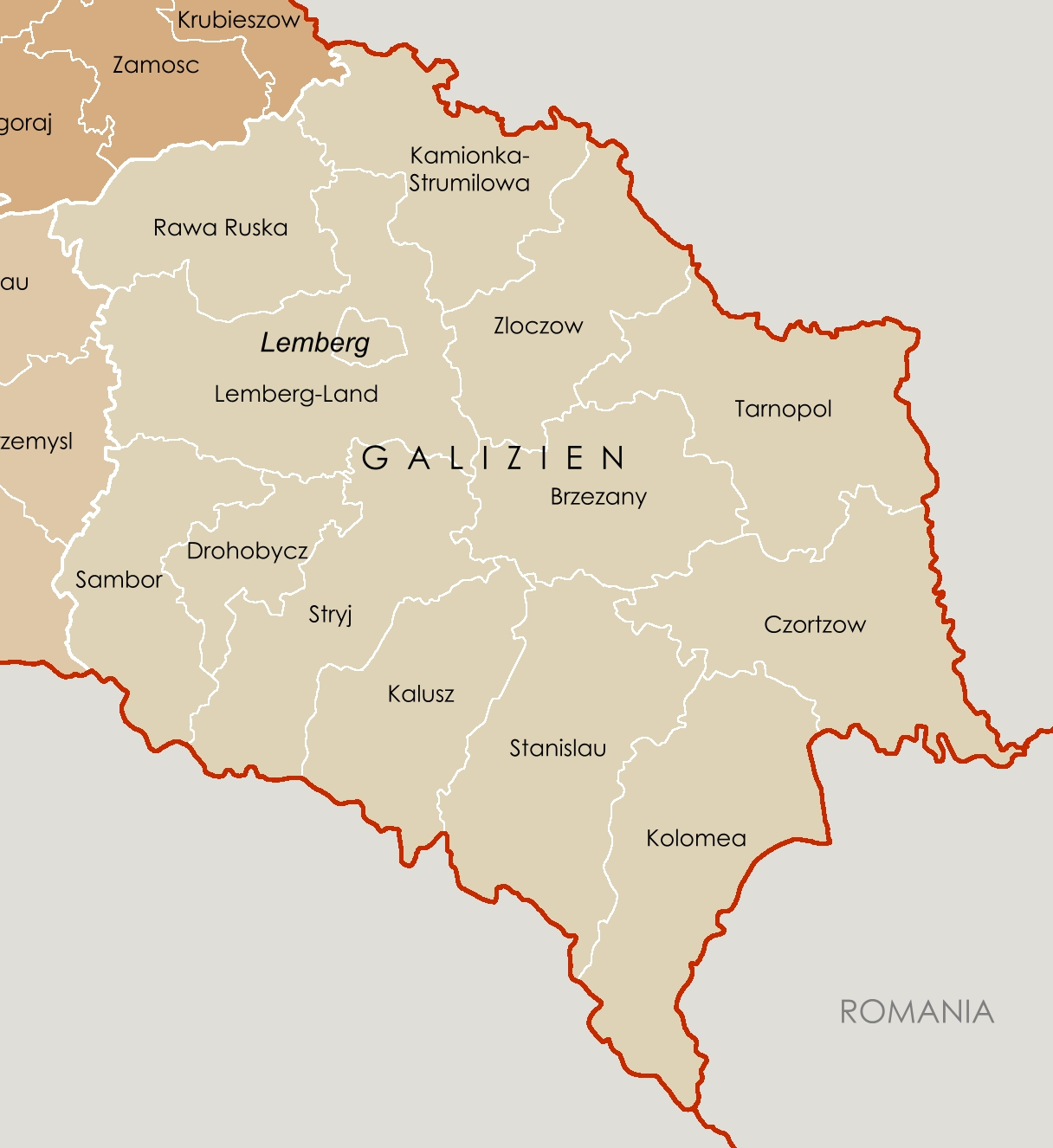
Administrativ karta över distriktet Galizien år 1941